# Frente de Estudiantes
El Frente de Estudiantes (FdE) es un sindicato estudiantil español fundado en diciembre de 2015 con presencia en todos los territorios del país como conclusión del Congreso de Unidad Estudiantil.
El FdE se define como un sindicato de base y democrático organizado en las universidades e institutos de todo el país para luchar por una educación pública, de calidad y al servicio del pueblo trabajador.
La organización nace integrando los aprendizajes del movimiento estudiantil asambleario y superando sus limitaciones a la hora de conectar su trabajo entre sí. A la vez, se contrapone a las organizaciones verticales y burocráticas de carácter estatal, pero sin presencia real en las aulas.

## Historia

### Antecedentes
Durante el final de la década de los 2000, se comienza a implementar en España el Plan Bolonia con la reforma de la Ley Orgánica de Universidades y el Real Decreto de ordenación de las enseñanzas universitarias oficiales, lo que sumado a la gran crisis económica, lleva a las diferentes Asambleas de Estudiantes de las principales universidades del país a impulsar amplias movilizaciones.
Con las elecciones generales de 2011 y la llegada de Mariano Rajoy al Gobierno se llevan a cabo una amplia batería de medidas caracterizadas especialmente por los recortes que conllevan una importante respuesta de la sociedad. En el ámbito educativo, destacaron el Real Decreto de 2012 de medidas urgentes para la racionalización del gasto público en el ámbito educativo y la aprobación de la LOMCE que conllevaron una gran respuesta de la Comunidad Educativa, especialmente en las Huelgas Generales de mayo de 2012 y octubre de 2013.
| Adrià Junyent           | Diciembre de 2015 - Diciembre de 2018 |
| Eva García de Madariaga | Diciembre de 2018 - Febrero de 2022   |
| Ana Granados            | Febrero de 2022 - Marzo de 2025       |
| Saray Jiménez           | Marzo de 2025 - Actualidad            |

Tras estas amplias jornadas de Huelga, y motivadas por la falta de unidad entre las diferentes asambleas y asociaciones estudiantiles y la pérdida de fuerzas que esto suponía, numerosas asociaciones organizan en 2014 y 2015 Encuentros de Coordinación Estatal, que serán los primeros pasos hacia lo que más tarde será la fundación del Frente de Estudiantes.
Fruto de esos Encuentros, se convoca en octubre de 2015 una Huelga General Estudiantil.

### Fundación del FdE. Congreso de Unidad Estudiantil.
Tras los dos Encuentros de Coordinación Estatal se celebra en Valencia el I Congreso de Unidad Estudiantil en diciembre
2015, siendo considerado éste como el I Congreso (Congreso Fundacional) del Frente de Estudiantes.
En este Congreso participan militantes estudiantiles provenientes de asociaciones de universidades e institutos de Madrid, Barcelona, Valencia, Andalucía y Castilla y León y tras los debates deciden constituir un sindicato estudiantil unitario con presencia en todo el estado y con el trabajo a pie de aula como seña de identidad en oposición a otras estructuras estudiantiles sin arraigo en los centros de estudio. Durante el Congreso de Unidad Estudiantil resultó elegido además como Coordinador General Adrià Junyent.

### Periodo entre el I y el II Congreso (2015-2018).
Tras su configuración como sindicato estatal, el Frente de Estudiantes comienza una etapa de extensión y legitimación tanto en los centros de estudio, donde rápidamente consigue extenderse a todos los territorios, como en la comunidad educativa, accediendo a la Plataforma Estatal por la Escuela Pública y llegando a convocar una Huelga General Estudiantil en marzo de 2016, apenas tres meses después de su fundación.
En octubre de ese mismo año, el FdE participa de una tercera Huelga estudiantil, convocada en este caso por estudiantes y familias “contra las reválidas y la educación del empresario”. Posteriormente, el Frente de Estudiantes participa en la convocatoria de la Huelga General Educativa del 9 de marzo de 2017.
Tras los primeros años de vida del Frente de Estudiantes, la organización celebra su II Congreso en febrero de 2018, sirviendo el mismo como confirmación del proyecto y avance y estructuración a lo interno. En el II Congreso es reelegido, ya como Secretario General, Adrià Junyent.

### Periodo entre el II y el III Congreso (2018-2020)
La moción de censura al Gobierno de Mariano Rajoy en junio de 2018 y la consecuente llegada del PSOE al poder, el sindicato denuncia una importante desmovilización del conjunto de la sociedad en general y de la comunidad educativa en particular.
En ese contexto, el Frente de Estudiantes denunció la política de paz social apelando a la movilización estudiantil en cualquier contexto y frente a cualquier gobierno. Fruto de esa posición, el sindicato pasa de la campaña “Comienza el Contraataque” que marcó el ciclo de movilización contra las reformas educativas al “Depende de Ti”, tratando de apelar a la necesidad de organización del estudiantado. A finales de 2018 asume la Secretaría General Eva García de Madariaga.
El estallido de la pandemia por la COVID-19 y el confinamiento impuesto por la misma supone dos problemas importantes para el sindicato. Por un lado, el cierre de los centros de estudio, la semipresencialidad y las restricciones dificulta al sindicato su trabajo diario en las aulas. Por otro, la organización se ve obligada a aplazar su III Congreso previsto inicialmente para abril de 2020 y celebrarlo telemáticamente en septiembre del mismo año, siendo reelegida Eva García de Madariaga como Secretaria General.
Durante la pandemia, el Frente de Estudiantes denunció cómo la situación sanitaria acrecentó las desigualdades presentes en el sistema educativo, dificultando el acceso a la educación a miles de estudiantes de familias trabajadoras.

### Periodo entre el III y el IV Congreso (2020-actualidad)
Tras la celebración del III Congreso del sindicato y la progresiva recuperación de la presencialidad en los centros de estudio, el Frente de Estudiantes inicia durante el curso 2020/2021 una fuerte oposición a las diferentes legislaciones en materia educativa que el gobierno del PSOE y Unidas Podemos comienzan a aprobar. 
En ese sentido, el FdE se posiciona públicamente contra la Ley Orgánica de Modificación de la LOE (LOMLOE) así como de la Reforma Universitaria ante la que, junto al sindicato estudiantil Estudiantes en Movimiento, convocan una Jornada de Lucha Estudiantil en mayo de 2021.
Las movilizaciones de mayo de 2021 dan comienzo a un ciclo movilizador con el que el Frente de Estudiantes muestra una gran oposición al conjunto de la Reforma Educativa formada por la LOMLOE, la Ley de FP, la LOSU y la LCU. A las movilizaciones de mayo le siguen nuevas convocatorias de movilización en noviembre de ese mismo año, así como una convocatoria de Huelga General Estudiantil en marzo de 2022.
Entretanto, el sindicato celebra su IV Congreso en febrero del 2022 en Madrid, eligiendo como Secretaria General a Ana Granados.
Tras la celebración del IV Congreso, el Frente de Estudiantes publica su Documento Programático, donde condensa la historia del movimiento estudiantil y la propuesta del sindicato ante la realidad educativa y social del momento.
Así mismo, con motivo del 8 de marzo de 2023 publica el documento La Mujer en la Educación, el cual analiza la situación de la mujer en el sistema educativo y contiene las propuestas del sindicato para superar la desigualdad.
Durante el curso 2022/2023, el Frente de Estudiantes continúa convocando movilizaciones ante la Reforma Educativa, llamando al estudiantado a una nueva Jornada de Lucha en abril de 2023 marcada por la celebración de encierros en algunas facultades del país.

## Programa y reivindicaciones

### Generales
El Frente de Estudiantes destaca como una de sus principales características “la capacidad de ligar estas reivindicaciones concretas con aquellas de carácter más general, entendiendo la relación entre las primeras y las segundas”.
El Frente de Estudiantes reivindica la derogación de la totalidad de las leyes educativas actuales, acompañado de la apertura de un proceso donde la comunidad educativa en su conjunto partícipe de su elaboración.
Así mismo, como organización con presencia en todas las ramas educativas, posee reivindicaciones específicas para cada uno de los niveles. No obstante, destacan algunas propuestas generales aplicables al conjunto del sistema educativo:
- Educación pública: entendiendo esto como “un sistema educativo de gestión estatal que asegure el derecho a formarse y a estudiar adecuadamente en base a las necesidades de la sociedad en su conjunto y nunca en base a intereses privados. Es por ello que, necesariamente, la gestión de la educación debe ser popular, basada en el control y administración de los propios trabajadores y estudiantes, y que garantice el desarrollo libre, igual y multifacético, sin condicionantes, de todo el estudiantado”
- Educación gratuita, la cual el sindicato define de la siguiente manera: “La gratuidad de la educación requiere de la existencia de becas y ayudas para sufragar el resto de gastos relacionados con los estudios, así como la eliminación de cualquier tipo de tasa en las actividades formativas que realizan los centros.”
- Educación de calidad: entendiendo ésta como “aquella que procura el desarrollo del estudiantado, tanto en el ámbito académico como en el personal y social, en base a los objetivos pedagógicos planteados, teniendo como horizonte la formación integral del estudiante y la adquisición de conocimiento crítico.”
- Educación al servicio del pueblo trabajador: definiendo esto como una educación que “se estructura en base a las necesidades de la mayoría del estudiantado y la sociedad en su conjunto, en cuya gestión la comunidad educativa sea protagonista.”

Enseñanzas medias y Formación Profesional
En cuanto a las enseñanzas medias y la Formación Profesional, las principales reivindicaciones son:
- La reducción de los ratios a 15 alumnos por aula.
- Eliminación del modelo bilingüe para lenguas extranjeras así como las modalidades y prácticas educativas que favorezcan la segregación académica.
- La eliminación de las pruebas de acceso a la universidad así como la “implementación de un modelo basado en las capacidades y las aptitudes del alumnado, teniendo en cuenta los dos años de bachillerato y las inquietudes del estudiante, garantizando la dotación suficiente de plazas como única posibilidad de satisfacción de las necesidades individuales y sociales del estudiantado.”
- Eliminación de aquellos mecanismos que permitan a madres y padres vetar contenidos en las aulas de forma individual.
- Garantía de una oferta suficiente y exclusivamente pública de FP.

Universidad
Respecto a la Universidad, destacan las siguientes reivindicaciones:
- Derogación del Plan Bolonia y la LOSU.
- Gratuidad de todos los gastos ligados a la educación: título, masters, materiales, servicios universitarios etc. Creación de residencias públicas y eliminación de tasas.
- Eliminación de la asistencia como criterio de evaluación.
- Derogación del Consejo Social y fomento de modelos de democracia participativa y toma de decisiones activa por parte de la comunidad educativa, así como la participación de sus representantes en el Consejo de Universidades
- Aumento de los presupuestos para la investigación.

Prácticas
La principal reivindicación del Frente de Estudiantes respecto a las prácticas académicas, tanto curriculares como extracurriculares, es la de su laboralización a nivel de convenio colectivo.

## Organización
El máximo órgano de decisión del Frente de Estudiantes es el Congreso. Celebrado cada dos/tres años, sirve para marcar la línea política del conjunto del sindicato así como para elegir a la Dirección General, que se constituirá cómo el máximo órgano de dirección del Frente de Estudiantes entre congresos.
Así mismo, la Dirección General elige a la Secretaría General del Sindicato y a la Comisión Ejecutiva General, encargada de dirigir al sindicato entre reuniones de la Dirección General.
Este modelo se replica a nivel autonómico, con la Conferencia Autonómica como principal órgano de decisión del sindicato a nivel regional. Ésta se celebra tras los Congresos y sirve para adaptar los análisis y estrategias generales a la realidad de cada Comunidad Autónoma. La Conferencia elige a la Dirección Autonómica que, a su vez, elige a la Secretaría Autonómica y, en su caso, a la Comisión Ejecutiva Regional.
Así mismo, dentro de la estructura del sindicato se incluye también la posibilidad de replicar esta organización a nivel provincial (Conferencia Provincial y Dirección Provincial), en una localidad o en una universidad (Conferencia Local y Dirección Local).
Por su parte, la organización de base del sindicato y aquella que lleva a cabo el trabajo diario en los centros de estudio es la sección sindical. Las secciones se organizan a nivel de centro de estudios y son las que llevan a cabo toda la acción política del sindicato en los institutos y facultades.

## Polémicas
Durante su existencia, el Frente de Estudiantes ha sido partícipe de diferentes acciones polémicas y con gran repercusión en el marco de su trabajo habitual.
En primer lugar, en abril de 2016 el sindicato participa de la Huelga estudiantil convocada. Durante la manifestación celebrada en Madrid, el Frente de Estudiantes denunció haber sufrido agresiones e intentos de boicot por parte del Sindicato de Estudiantes (SE), evidenciándose aún más las diferencias que separan a ambas organizaciones y la crítica al SE con la que nace el FdE.
En noviembre de 2019 el FdE boicoteaba una charla sobre la prostitución en la UC3M al entender que se estaba defendiendo un discurso pro regulación. Durante la protesta los manifestantes tuvieron situaciones de tensión con profesores y vigilantes de seguridad.
En 2021 el sindicato fue partícipe del escrache que impidió la charla que pretendía dar el político de VOX Javier Ortega Smith en la Universidad Complutense de Madrid. El Frente de Estudiantes llamó a la organización del estudiantado para “frenar el ascenso de la reacción y la extrema derecha en las universidades públicas”.
En septiembre de ese mismo año el sindicato organizó un nuevo escrache, esta vez a la exlíder de VOX, Macarena Olona, en la Universidad de Granada. La protesta acabó con una fuerte intervención policial que el sindicato denunció públicamente al señalar que los militantes del FdE sufrieron agresiones de la policía nacional y de simpatizantes de VOX. El sindicato denunció también la persecución y amenazas que sus miembros sufrieron en redes sociales.
Durante el inicio del curso 2023/2024 el sindicato estuvo también implicado en polémica debido a sus acciones en la Universidad Politécnica de Madrid. El Frente de Estudiantes convocó protestas ante el impago a los trabajadores de la cafetería de la ETSIAAB así como una “cafetería alternativa” para obtener beneficios que donar a los trabajadores. Durante una de esas protestas, los estudiantes denunciaron ser agredidos por un Vicedirector de la Escuela, exigiendo su cese a la UPM.
También durante el inicio del curso 2023/2024 el Frente de Estudiantes denunció represión policial ante una protesta en la Universidad de Cantabria durante la visita del Rey y el ministro de Universidades.